# 程卓
程卓（12世纪—1223年），字从元，南宋大臣，徽州休宁人，程大昌从子。
淳熙十一年（1184年）卫泾榜进士及第，试礼部第一，淳熙十二年（1185年）十二月担任治书，为起居郎。授扬州司户参军。历任崇仁、龙泉知县。任刑部郎中，嘉定四年（1211年）十二月，曾出使金国，不辱使命，金人畏惧他。后知泉州，百姓为他立祠。嘉定十五年（1222年）九月辛亥，以宣缯参知政事，给事中程卓同知枢密院事，吏部尚书薛极赐出身，签书枢密院事。程卓封新安县侯，赠特进资政殿大学士，嘉定十六年（1223年）六月丁酉，同知枢密院事程卓卒，谥正惠，有使金录。